# Disperse Orange 1
C.I. Disperse Orange 1 ist ein Monoazofarbstoff aus der Gruppe der Dispersionsfarbstoffe.

## Synthese
Die Darstellung von Disperse Orange 1 erfolgt durch die Diazotierung von 4-Nitroanilin und Kupplung des Diazoniumsalzes auf Diphenylamin.

## Eigenschaften
Disperse Orange 1 ist ein Kontaktallergen mit einer hohen Prävalenz.
Die Verbindung ist ein sogenanntes Push-Pull-Azobenzol, da es mit der Anilinogruppe einen Elektronendonor und mit der Nitrogruppe einen Elektronenakzeptor jeweils paraständig zur Azogruppe besitzt. Dieses Substitutionsmuster bewirkt einen bathochromen Effekt und die Doppelbindung der Azogruppe wird geschwächt.
Daher eignet sich dieser Farbstoff gut zur Untersuchung der cis-trans-Isomerie mit Hilfe der Blitzlichtphotolyse. Das aus sterischen Gründen energetisch bevorzugte trans-Isomer wird durch Bestrahlung mit sichtbaren Licht elektronisch angeregt und es bildet sich das cis-Isomer. Dieses wandelt sich in einer schnellen thermischen Reaktion wieder in das trans-Isomer um.